# Julieta Brodsky
Julieta Brodsky Hernández (Santiago, 10 ottobre 1983) è un'antropologa e politica cilena, dal marzo 2022 al marzo 2023 Ministro della Cultura, Arti e Patrimonio del Cile nel governo di Gabriel Boric.
Socia dell'Associazione culturale Tramados, è stata direttore di ricerca del "Observatorio de Políticas Culturales".

## Biografia
Nata a Santiago del Cile nel 1983, è figlia di Pablo Augusto Brodsky Baudet e di  Paula Hernández Solimano. Nipote del giornalista Luis Hernández Parker.
Ha studiato antropologia sociale e culturale presso l'Università di Granada (Spagna), e ha preso Master in Antropologia Urbana presso l'Accademia dell'Università dell'Umanesimo Cristiano. Inoltre, diplomata in Promozione e Gestione dei Diritti Culturali, dal 2011 è Direttore della Ricerca dell'Osservatorio Politiche Culturali (OPC). A sua volta, è anche membro dell'Associazione Culturale Tramados. 
Dal 2011 al 2012 è stata Coordinatrice del Programma di Integrazione Socio-Famigliare Fosis a Senda, dal 2014 al 2017 delegata dell'Osservatorio delle Politiche Culturali nel programma Trama della Rete dei Lavoratori della Cultura e ricercatrice e content developer presso la Tramados Cultural Corporation dal 2017 al 2019. Nel 2018 ha conseguito il diploma in Promozione e Gestione dei Diritti Culturali presso l'Università di Buenos Aires in Argentina.

## Ricerca
Brodsky è coautrice di vari studi pubblicati nell'area culturale, come "Lo scenario dell'operatore culturale in Cile",  "Il ruolo delle politiche pubbliche nelle condizioni di lavoro dei musicisti in Cile" e "Com'è il Teatro in Cile?" Ha anche scritto il documento “Agenda Trama: Raccomandazioni per lo sviluppo delle arti in Cile”.